# Tony Tumusa
Pas d'image ? Cliquez ici

a Compétitions nationales et continentales officielles uniquement.

Tony Tumusa, né le 2 août 1995, est un joueur néo-zélandais d'origine samoane de rugby à XIII évoluant au poste d'arrière. Formé en Australie, il joue sous les couleurs de Sunshine-Coast et de Redcliffe mais ne parvient pas à obtenir un contrat en National Rugby League, il décide alors de s'expatrier en France en rejoignant Carcassonne avec lequel il remporte la Coupe de France 2019.

## Biographie
En quête sans succès d'un contrat en National Rugby League, il tente alors une expérience à l'étranger en rejoignant Carcassonne sur les conseils de son agent Tyran Smith (ancien international néo-zélandais de rugby à XIII). Dès sa première année, il remporte la Coupe de France 2019. Il inscrit en finale un essai.

## Palmarès
- Collectif :
  - Vainqueur de la Coupe de France : 2019 (Carcassonne).
  - Finaliste du Championnat de France : 2019 (Carcassonne).